# Орехово (Антрацитовский городской совет)
Орехово (укр. Оріхове) — село, относится к Антрацитовскому городскому совету Луганской области Украины. Под контролем самопровозглашённой Луганской Народной Республики.

## География
Село расположено на реке под названием Ореховая (правый приток реки Юськиной, бассейн Миуса). Ближайшие населённые пункты: посёлки Горняк на севере, Дубовский на северо-западе, Тацино и Михайловка и город Ровеньки на северо-востоке, сёла Вишнёвое и Егоровка на юго-востоке, Дьяково на юге, посёлки Нижний Нагольчик на юго-западе, Есауловка на западе.

## Население
Население по переписи 2001 года составляло 599 человек.

## Общие сведения
Почтовый индекс — 94683. Телефонный код — 6431. Занимает площадь 0,5 км². Код КОАТУУ — 4410345901.

## Местный совет
94638, Луганская обл., Антрацитовский городской совет, пгт. Дубовский, ул. Горького, д.1